# دار المتعة
دار المتعة  رواية سورية ألفها الكاتب السورية وليد اخلاصي. نشرت أول مرة سنة 1991.وقع اختيارها كواحدة من ضمن أفضل مائة رواية عربية.

## تقديم الكتاب
"شهرزاد تقاوم سطوة شهريار وتؤجل فعل القتل ليلة بعد ليلة بحكايات تتداخل إحداها في الأخرى، وها هو جواد يقاوم إغراء أسمهان ويؤجل فعل الموت ليلة بعد ليلة بحكايات تنفصل إحداها عن الأخرى. يستلهم وليد اخلاصي الفكرة من "ألف ليلة وليلة"؛ لكنه يقلب الأدوار ويقلب المصائر.
في "ألف ليلة وليلة" يعود شهريار إلى رشده ويتحول – بفضل شهرزاد – من قاتل إلى محب، ورغم أنه أزهق أرواح عذراوات بريئات فإنه لم يستحق لأجل ذلك الموت.. بل يُمنح الحب والسماح".
.